# لا گایگا
لا گایگا (به اسپانیایی: La Gallega) یک شهرستان در اسپانیا است.